# Umar Mustafa al-Muntasir
Umar Mustafa al-Muntasir (arabiska: عمر مصطفى ألمنتصر, ʿUmar Muṣṭafā al-Muntaṣir), född 1939, död 23 januari 2001 i Tyskland, var en libysk politiker. Han var Libyens regeringschef mellan 1987 och 1990.
År 1987 efterträdde al-Muntasir Djadallah Azzuz at-Talhi som allmänna folkkommitténs ordförande (regeringschef). Han efterträddes tre år senare av Abu Zaid Umar Durda. Som Libyens utrikesminister tjänstgjorde al-Muntasir mellan 1992 och 2000. Han fick behandling i Tyskland och dog där år 2001.